# خوان ليون ميرا
خوان ليون ميرا مارتينيث (بالإسبانية: Juan león mera) كاتب مقالات وروائي وسياسي ورسام إكوادوري ولد في أمباتو، 28 يونيو 1832. من بين أبرز أعماله النشيد الوطنى للإكوادور ورواية كومندا عام 1879. أما عن حياته السياسية فكان حليفا للرئيس جابريل جارثيا مورينو. وتوفي في أمباتو 13 ديسمبر 1894.

## السيرة الذاتية

### حياته

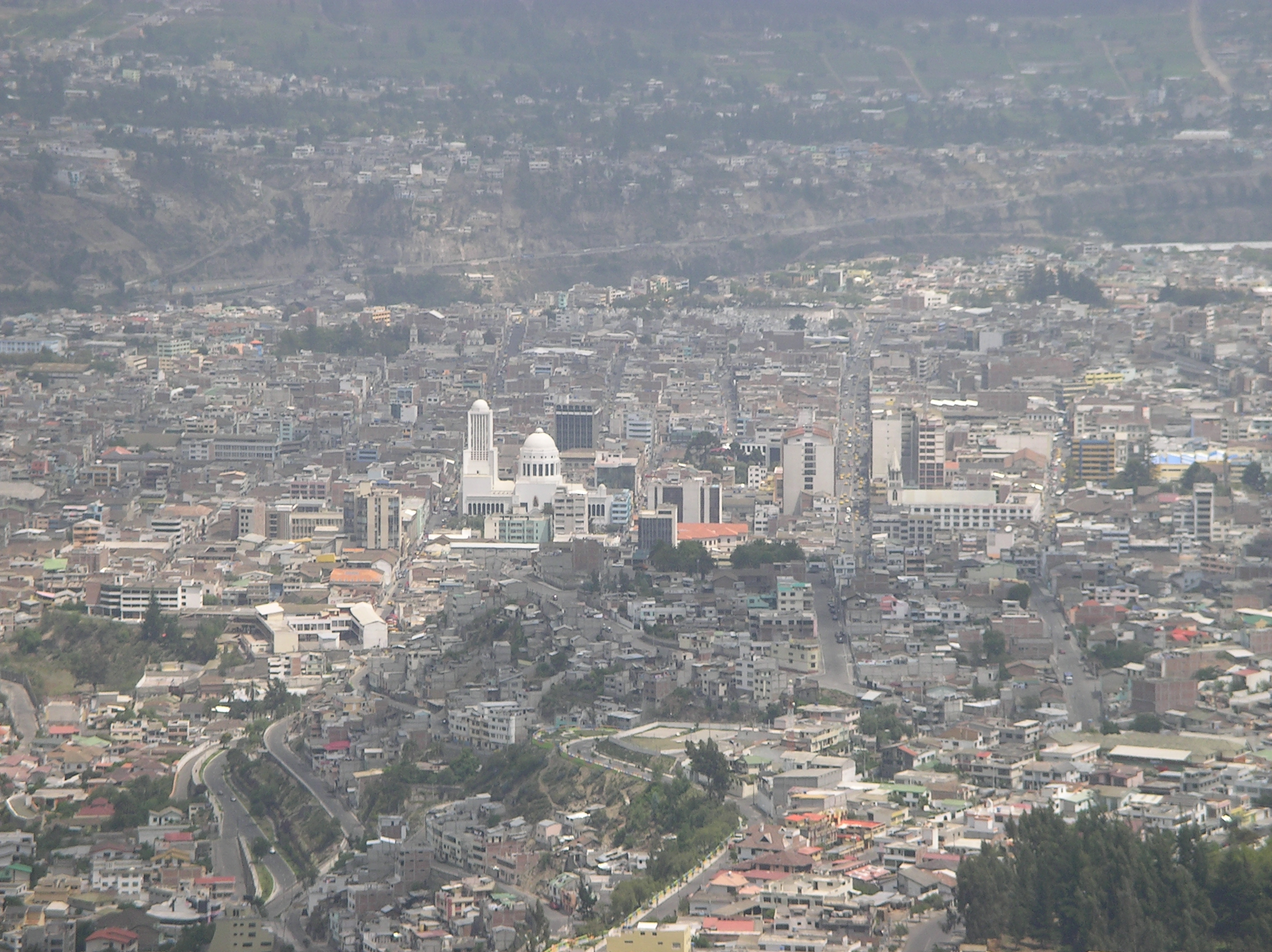
امباتو

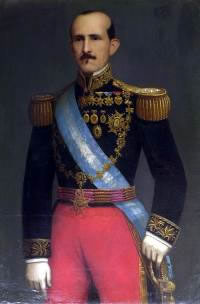
خوان خوسية فلوريس

خوان ليون دى ميرا ولد في أمباتو 28 من يونيو 1832 وتوفي في 13 ديسمبر 1894 في نفس المدينة. هو ابن بيدرو أنطونيو ميرا جوميث الذي كان يعمل تاجرا، أما والدته فهى خوسيفا مارتينيث باثكونيث التي تولت تربية ابنها وحدها بعدما هجرها زوجها أثناء فترة حملها. كانت طفولته متواضعة، حيث استقر في مزرعة لوس مولينوس التي تقع في أمباتو بالقرب من أتوتشا في مدريد وكان ذلك في السنوات الأولى. ومن أجل إعانة العائلة قامت جدته لأمه بتأجير المزرعة لأخيها بابلو باثكونيث، الذي كان ناشطا سياسيا مناضلا لسياسات خوان خوسيه فلوريس. وقد تلقى خوان ليون دى ميرا تعليمه في المنزل
والذي كان يتحمل الجزء الأكبر من مسئوليته عم جده، مثله مثل عمه الدكتور نيكولاس مارتينث.
. وفي العشرين من عمره، سافر إلى كيتو عاصمة الإكوادور وذلك من أجل تلقى محاضرات للرسم مع الفنان الرسام الشهير أنطونيو سالس، حيث تعلم الرسم بالألوان الزيتية والمائية. أما عندما بلغ الثلاثين من عمره، قام بتأليف النشيد الوطني للإكوادور بمساعدة أنطونيو ناومانى.

## اسهاماته الأدبية

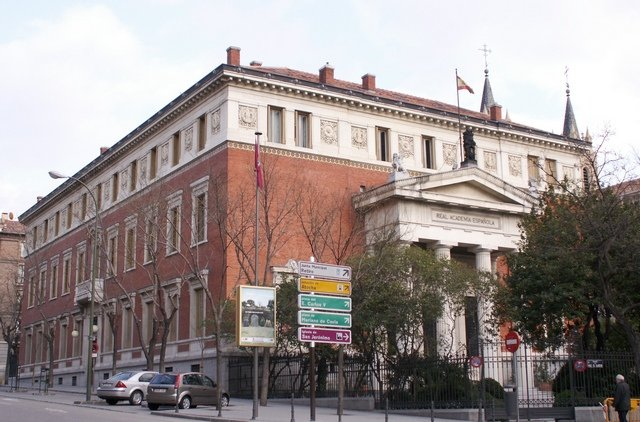
الأكاديمية الملكية الإسبانية

في عام 1854 تم نشر الأبيات الأولى لقصيدتة في صحيفة الديقراطية (La Democracia) وقد ساعدته في ذلك الكاتب ميخائيل ريوفريو. وقد أسس أكاديمية الإكوادور للغة في 1874 و كان عضوا في الأكاديمية الملكية الإسباني La Real Academia Española. ويعد ميرا أحد رواد الرواية الإكوادورية وذلك بسبب روايتة الشهيرة كومندا Cumandá.

## مسيرته السياسية

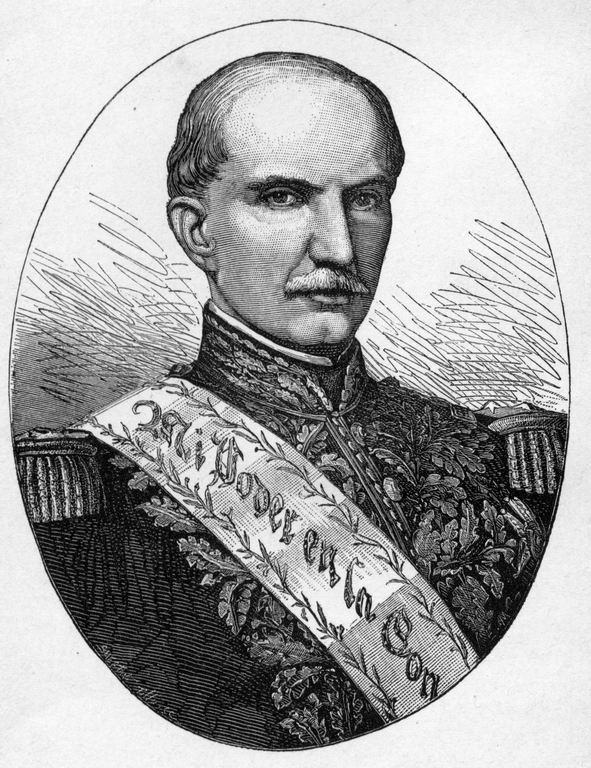
جابريل جارثيا مورينو

بالإضافة لكونة كاتب ورسام كان أيضا سياسي محافظ تابعا لجابريل جارثيا مورينوgabriel garcia moreno
كما كان حاكم لولاية كوتوباكسيCotopaxi و سكرتير مجلس الدولة وعضو مجلس الشيوخ، رئيس مجلس الشيوخ والكونغرس.
في الوقت الحالى، يمكننا زيارة لاكاسا موسيو La Casa'museo هو الخامس لخوان ميرا في مدينة امباتو المقر القديم للكاتب ومعرض ممتلكاتهم

## أعماله الأدبية
| سنة النشر | العمل الأدبي                            |
| --------- | --------------------------------------- |
| 1857      | أوهام                                   |
| 1857      | المشاعر الحميمة                         |
| 1858      | ألحان السكان الاصليين                   |
| 1858      | قصائد شعرية                             |
| 1861      | عذراء الشمس                             |
| 1865      | النشيد الوطني للإكوادور                 |
| 1868      | نظرة تاريخية نقدية على الشعر الإكوادوري |
| 1872      | عرسان من إحدى القرى الإكوادورية         |
| 1875      | ماثورا                                  |
| 1879      | كوماندا أو الدراما بين البرية           |
| 1883      | الدقائق الاخيرة في حياة بوليفار         |
| 1884      | الدكتاتورية واستعادة جمهورية الإكوادور  |
| 1887      | الليرة الإكوادورية                      |
| 1889      | بين اثنتين من العمات وواحد من الأعمام   |
| 1890      | لماذا أنا مسيحي                         |
| 1892      | مختارات إكوادورية:أغاني الشعب           |
| 1903      | القصاصات والريش                         |
| 1904      | جارثيا مورينو                           |
| 1909      | روايات إكوادورية                        |